# Сухая Ветлянка
Сухая Ветлянка — посёлок в Алексеевском районе Самарской области. Входит в состав сельского поселения Алексеевка.

## История
В 1973 г. Указом Президиума ВС РСФСР поселок отделения № 5 совхоза «Батрак» переименован в Сухая Ветлянка.

## Население
| 1986 | 2002 | 2010 | 2014 | 2015 |
| ---- | ---- | ---- | ---- | ---- |
| 72   | ↗96  | ↘64  | ↘56  | ↘50  |